# ファイアーエムブレム 封印の剣
『ファイアーエムブレム 封印の剣』（ファイアーエムブレム ふういんのつるぎ）は、ファイアーエムブレムシリーズ第6作目として任天堂から2002年3月29日に発売されたゲームボーイアドバンス用ゲームソフト。シリーズにおける携帯機用の初作品。
本作発売とほぼ同時に『月刊少年ジャンプ』でアナザーストーリー『ファイアーエムブレム 覇者の剣』（原作：井沢ひろし/漫画：山田孝太郎）が連載されたほか、小説も発売されている。
本作は後にWii UおよびNintendo Switch向けにダウンロード販売された。

## ゲームシステム
携帯型ゲーム機への移行に伴い、万一電源が切れてしまってもその時点から再開できる「オートセーブ機能」が追加された。オートセーブはマッププレイ中のみであり、進撃準備などでは適用されない。
ゲームシステムについて
基本的な戦術システムは『紋章の謎』と同様に簡潔なものとなった。
剣・槍・斧および理・光・闇魔法の3すくみや、『トラキア776』から追加された「かつぐシステム」などは残され、救出時の能力低下が技と速さのみになった。
『聖戦の系譜』から採用された騎馬ユニットの再移動の条件が、村訪問時・アイテム交換時、救出時のみとなった。
索敵マップでは地形効果は見ることができるようになった。敵は見えないが敵の総数を確認することができる。
武器の耐久は減らず、魔法をミスしたときにのみ減るようになった。
本作より味方がすべて行動終了すると自動的に敵ターンになるオートターンエンド、攻撃時のデータがダメージと2回攻撃か否かだけわかる簡易版と、従来型の攻撃力や防御力・攻速などが表示されるものか選択できるようになった。なお簡易版では武器の耐久が残り1回であってかつ2回攻撃が可能であっても2回攻撃とは表示されないが、1回目をミスしたときには2回攻撃できる。
体格が固定パラメータとなり、クラスチェンジやアイテム以外では上がらなくなった。
ストーリーの分岐について
ある特定の条件をクリアすることで進める「外伝章出現システム」を採用。外伝章のみで入手できる特殊なアイテムを全て集めたか否かでストーリー展開が決まるようになった。外伝を通らなければ、真のエンディングに到達することはできない。
さらに、一部のユニットの成長状態や2つある村のどちらを訪問したかを条件として分岐する章もあり、分岐したシナリオで仲間になるキャラや手に入るアイテムも異なってくる。
エンディングは大きく分けて3通りある。22章にて神将器全回収及び全保存達成で23章へ分岐、未達成で魔竜逃亡エンドとなる。終章まで到達した場合は、ファの生死、封印の剣での魔竜撃破に関係するノーマルエンド、グッドエンドの変化がある。
支援会話システムについて
『聖戦の系譜』から採用された、一定の条件を満たした特定のキャラクター同士が近くにいればその間はお互いの能力が向上する「支援効果システム」をアレンジしている。支援効果を発生させる相手をキャラクターごとに決められた数人から選択できるように変更され、支援レベルがC〜Aへと上昇するにしたがって、より効果が高まるようになった。また、本作から「属性」というパラメータが取り入れられており、各ユニットの持つ属性によって支援関係で得られる効果に違いがある。属性は炎、雷、風、氷、光、闇、理の7種類があり、3すくみのような優劣関係はない。今作では1章あたりに上昇する友好ポイント（これが一定に達すると支援が可能になる）の総和に上限があるため、組み合わせを計画しないと、適当に支援を組み合わせようとしても友好ポイントが上昇しないこともある。
キャラクターに支援効果を付けるには一定の条件を満たした後に「支援会話」イベントを発生させなければならず、支援レベルの上昇にともなって会話もより親密になる。
難易度について
チュートリアルモードが追加された。
一度クリアした後に追加される「ハードモード」では、敵ユニットの強化や増援部隊の出現数の増加、敵から寝返るユニットの能力が（レベルは同じなのにもかかわらず）強化された。ユニットは仲間になって以降も強力なことが多く、これがハードブーストと呼ばれる、増援出現及び説得に依る寝返り（一部例外あり）に限る補正である。また、ハードモードでは進撃準備での武器屋が存在せず、アイテムの売買が不可能となっている。
今作では味方ユニットの各クラスごとすべてに男女のキャラを作るという構想があったそうで、多くのクラスにおいて男女両方のキャラクターが仲間になる。このため、編成を男性のみ、女性のみで編成してもバランスの取れた編成を行うことができる（戦士系ユニットのような男性専用職、ペガサスナイト・トルバドールといった女性専用職などは存在する）。
武器について
武器レベルは使った回数によって成長するシステムをとっており、キャラクターやクラスによって初期値が異なる。EからAまでのアルファベットにSを加え、Sが最大、アルファベットの順番が前であるほどレベルが高い。ワンランク上がるには武器の種類にかかわらず同じ回数だけ使用する必要があるが、とどめをさすと2倍武器経験が上がる。最大レベルは下級職ではA、上級職ではSであり、クラスチェンジ時に下級職から使っていた武器レベルは基本的にワンランク上昇（AならばS）に、使えなかった武器レベルはEとなる。
本作には新たな武器として、本来の3すくみで有利な武器に弱くなり不利な武器に強くなる「バスター」系、通常の弓より長い3マス先を攻撃できる「長弓」系が追加されている。
闘技場について
闘技場については細かな仕様が変更され、GBAシリーズを通して基本的システムは同じである。敵の武器は基本的に味方の防御（魔防）に依存し、これが高いほど強い武器を使ってくるが、闇魔法使いはミィル固定である。また、一部敵は能力の限界を突破するなどの強さをもっている。
戦闘の流れは味方が1回攻撃（たとえ2回攻撃できても）、敵が攻撃（2回攻撃できる場合は2回）、味方が2回攻撃できる場合は2回だが1回目で1ターンとなっており、この間にキャンセルした場合は味方が1回攻撃し敵の攻撃を受けてからキャンセルとなる。敵に2回攻撃される場合では、最低2回は攻撃に耐えきらねばキャンセルできない。
クリア後について
クリア後、エキストラミュージックルームの追加、クリアしたセーブデータからプレイできる「トライアルマップ」など、クリア後の特典が用意されている。
ミュージックルームは出現すれば最初から全て視聴できる。
トライアルマップとはクリアデータを元にプレイできる特殊マップであり、クリアすると各種評価も得られる。経験値は入らない。トライアルマップ用にキャラを育成する、アイテムを揃えるなどの本編のプレイも楽しめる。
トライアルマップでは、クリア回数に応じて使えるトライアルマップ専用キャラがおり、シナリオ中では敵ユニットだったゼフィールやナーシェン、次回作で活躍するエリウッドやヘクトルも使うことができる。
通信闘技場
シリーズ初の通信対戦機能が追加された。プレイするには最初の章以降のクリアデータが必要であり（本編そのものをクリアする必要はない）、最初の章のデータを作っただけでプレイしていない状態では不可能である。
プレイヤーは本編のデータを元に1人から最大5人のユニットからなるチームを作り、2人から4人で対戦することができる。チーム名にはカナと英数、一部漢字が使える。チームは複数作ることができ、削除することもできる。自分のチーム同士で2チームから4チーム（重複可）で戦うこともできるが、この場合プレイヤーが操作できるのは1チームだけであり、残りはコンピュータが操作する。各ユニットには最低1つ以上の使用可能な武器を持たせる必要があり、持たせないと出撃できない。武器の耐久は無限となり、どちらかが倒れるまで戦える。戦闘能力のない僧侶などは出撃できない。
対戦はターン制であり、各チームが1ターンにつき1人だけ相手を攻撃できる。3チーム以上の場合でも自分以外の全員を攻撃できる。戦闘が終了すると与えたダメージなどによりポイントが入る。
1チームを除いて全員が全滅すると対戦終了であり、ルールに応じてランク付けされる。通信対戦の場合、ランキングが各カートリッジに記録される。
ルールは細かな設定が可能であり、武器を最低ランクのものしか使えなくする(それより強い武器も強制的に最低ランクになる。オフにすると戻る)、ポイントではなく生死により勝敗を決する(最後まで生き残ったチームが勝ち)、敵の能力などを直接攻撃するまでわからなくするなどの設定ができる。

## ストーリー
かつて、エレブ大陸には人と竜が暮らしていた。両者は互いの領域を侵すことなく平和に共存していた。しかし、人の突然の侵攻によってその均衡は破られる。後に「人竜戦役」とよばれる戦いである。互いの存亡をかけた争いはエレブ全土を荒廃させた。長く続いた戦いの末、人は「神将器」を操る「八神将」の力で竜を滅ぼし、遂に大陸の覇権を手に入れた。
それからおよそ千年の後、エレブ大陸は華やかで洗練された文化を持つ西の「エトルリア王国」、派手さはないが堅実な文化と強力な軍隊を持つ東の「ベルン王国」、この二大勢力に挟まれるように存在する小勢力達。これらの微妙なバランスによって世界の安定が保たれていた。
ところが、その安定が突然崩れた。東の大国ベルン王国が国王ゼフィールの命の下、各地へと侵攻を開始。サカ、イリアは瞬く間に平定された。これに対し、大陸南方の小勢力の一つ「フェレ家」の嫡男ロイは病気の父に代わりフェレ軍を率いて立ち向かう。その途上、ベルン国王ゼフィールの異母妹、王女ギネヴィアと出会い、やがて彼の辿る運命が大陸全土を巻き込むものとなっていく……。

## 用語
エレブ大陸
本編の舞台。大陸西方の海には「西方三島」、南方の海には「魔の島」の異名を持つ「ヴァロール島」がある。
大陸北部は「イリア」とよばれる寒冷の地、大陸東北部から中央部にかけては「サカ」とよばれる大草原、大陸南西部の「ミスル半島」には広大な「ナバタ砂漠」、大陸南東部の「ベルン」南方は大山岳地帯が広がる。
物語の舞台となるエレブ新暦999年頃には各地に人が住み着いており、文化レベルは近世ヨーロッパ頃に相当。一部の人間は魔法を行使することができる。
千年ほど前には人類と竜族が共存していたが、人類が突如竜族に対し侵攻を開始。「人竜戦役」とよばれる大乱の結果、竜族は大陸から排除されることとなった。
人竜戦役
エレブ大陸で千年前に起きた、人類と竜族の間の戦争。人類の侵攻に端を発した。当初は個々の能力が圧倒的に優る竜族が優勢であったが、次第に個体数に勝る人類が戦局を覆していった。これに対して竜族は、生体兵器「戦闘竜」とそれを大量に生み出す母体「魔竜」の開発に成功、数的不利を挽回し、戦線は膠着状態に陥った。そこで人類側は決戦兵器「神将器」を「八神将」に託し、「魔竜」の篭る竜族の拠点「竜殿」を襲撃。しかし、その戦闘において竜族と「神将器」の強大な魔力が相干渉し、「終末の冬」と呼ばれる事象が起こり、竜族はその個体能力を激減させてしまった。結果、人類は戦争に勝利し、生き延びた竜族はエレブ大陸から追われることとなった。
終末の冬
人竜戦役の最終局面において、竜族の魔力の暴走によって引き起こされた天変地異。エレブ大陸の「秩序」を崩壊させ、自然環境が激変、夏に雪が降り、昼が夜になった、という。人類に深刻な被害を出したと伝えられている。
「秩序」の崩壊は、とくに竜族に大きな影響を与えた。彼らは新たな「秩序」のもとでは竜としての姿を保つことができなくなり、「マムクート」とよばれる人型に姿を変え、わずかな力を「竜石」に残すのみとなった。「マムクート」は「竜石」を用いれば次元を歪めて一時的に竜と化し真の力を発揮できるが、通常時は人にも劣る力しか持たない。
人類に勝利をもたらした「終末の冬」だが、その異常気象は人類にも深刻な被害をもたらしたため、現在のエレブ大陸では、「竜族の魔力が引き起こした事象」として伝えられている。
実際には、「神将器」と竜族の強大な魔力の干渉によって「終末の冬」は引き起こされたのである。
戦闘竜
「人竜戦役」時、竜族によって投入された量産可能な生体兵器。「魔竜」によって生み出される。数的不利を補うために創られたものなので、竜族に比べて戦闘能力は低く、感情・知性をほとんど有さず、敵意に反応して破壊行動をとるだけの存在。とはいえ、常人では全く太刀打ちできないだけの力は有する。
八神将
人竜戦役で活躍した人類側の英雄。「英雄ハルトムート」、「勇者ローラン」、「狂戦士テュルバン」、「騎士バリガン」、「神騎兵ハノン」、「大賢者アトス」、「聖女エリミーヌ」、「謎多き者ブラミモンド」、の八人。戦役後は、各地に分かれて復興に努めた。
神将器
人竜戦役の最終局面において、人類側が用いた決戦兵器。「八神将」とよばれる屈強の戦士たちに預けられ、膠着状態にあった戦局を大きく動かすこととなった。見た目は普通の武器や魔道書にすぎないが、強大な魔力が込められている。千年の年月のうちに、施されていた魔法が弱まっているため、往年とは比べものにならないほどその力は弱まっているが、戦闘竜たちを打倒するには十分な力を持つ。
- 【伝説の剣】エッケザックス：ハルトムートの大剣。ベルン国王に代々伝わる。間接攻撃が可能。通常は巨大な槍の形態をとるが、所持者の意思一つで大剣に変化する。本作ではゼフィール専用、したがって、トライアルマップでしか使用できない。神将器だが、竜への特攻効果は無い。
- 【烈火の剣】デュランダル：ローランの大剣。幅広かつ肉厚であり、非常に大きい。オスティア近郊の洞窟に封印。装備者の力+5
- 【天雷の斧】アルマーズ：テュルバンの戦斧。使用者には非業の死がもたらされる、という曰くがある。西方三島に封印されていた。装備者の守備+5
- 【氷雪の槍】マルテ：バリガンの槍。白銀に輝く。イリアのエデッサに封印。装備者の技+5
- 【疾風の弓】ミュルグレ：ハノンの弓。神将器の特効が優先されているため、弓であるにもかかわらずペガサスナイトに対して飛行特効が発生しない。サカのブルガル郊外に封印。装備者の速さ＋5
- 【業火の理】フォルブレイズ：アトスの理魔法。ナバタの「理想郷」に封印。装備者の幸運＋5
- 【至高の光】アーリアル：エリミーヌの光魔法。神将器の中でも特別な力を持ち、古代の超魔法による闇の衣で武装した特殊な闇魔道士に絶大な威力を発揮する。王都アクレイア「聖女の塔」に封印。装備者の魔防＋5
- 【黙示の闇】アポカリプス：ブラミモンドの闇魔法。ベルンの「封印の神殿」地下に封印。装備者の魔力＋5

封印の剣
ハルトムートが魔竜を封印した剣。所有者の意思を感じ取って、反映させる力を持つ。柄にファイアーエムブレムという赤い玉をはめ込むと、その力を宿して封印が解かれる。
持ち主の意思を反映する力は万能に等しく、空に掲げれば所有者の傷を癒したり一振りすれば炎を放つなど使い手次第でその限界は未知数。竜殺しの武器として生み出された神将器にさえ対抗できる魔竜、その魔竜にまで高い威力を発揮するのはこの力によるものである。
イドゥンが魔竜となった経緯を知っていたハルトムートは彼女を憐れみ、その力を使ってベルン奥地の神殿に彼女を封印した。なお、イドゥンの処遇については八神将の中で意見が分かれた（小説や漫画ではテュルバンらを殺害派に設定しているが、本編中では不明）。
ドラゴンキラー
人竜戦役の時代に竜と戦うための武器として量産された名剣。英雄達が戦いに使った神将器とはまた別の武器。
竜騎士など竜に有効な武器としてベルンによって占領された土地では次々と処分されており、数が少ない。
翼神デルフィ
天駆ける全てのものを見守り祝福すると古くから信じられている神様。デルフィの守りという道具によってその加護を得ることができる。

## クラス
下位クラス
ロード
やがて国を背負うことになる未完の大器。ロイ専用クラス。剣を装備できる。彼が死亡するとゲームオーバーになる。専用武器はレイピア。
ソシアルナイト
馬に乗り、高い移動力を誇る騎士。剣と槍を装備できる。移動力に優れ汎用性が高い。
ペガサスナイト
天馬を駆り戦場を駆ける空の騎士。槍を装備できる。速さや魔防、移動力に優れる。弓に弱い。
ドラゴンナイト
飛竜を駆り戦場を駆ける空の騎士。槍を装備できる。力や守備、移動力に優れる。魔法や弓に弱い。
アーマーナイト
分厚い鎧をまとった重騎士。槍を装備できる。守備に優れる反面、魔法に弱く移動力が低い。
アーチャー
弓を用いて戦う軽装の兵士。弓を装備できる。シューターが使える。
遊牧民
馬と共に暮らす草原の民。弓を装備できる。速さや移動力に優れる。
戦士
屈強な体格を誇るあらくれ。斧を装備できる。HPや力に優れるが、守備は低い。
海賊
海を縄張りとするあらくれ。斧を装備できる。水の上を移動できる。
山賊
山を縄張りとするあらくれ。斧を装備できる。高い山を移動できる。
傭兵
戦場における戦いのスペシャリスト。剣を装備できる。安定した強さを持つ。
剣士
東方出身の剣の使い手。剣を装備できる。力は低いが、技や速さに優れる。
魔道士
自然の力を使う魔法使い。理魔法を装備できる。シャーマンに比べ、速さが高く、魔力が低い。
僧侶
神に仕える者。杖により回復や戦闘補助を行う。攻撃手段を持たない。
シャーマン
古の闇の力を使う魔法使い。闇魔法を装備できる。魔道士に比べ、魔力が高く、速さが低い。
トルバドール
馬上で杖を使う乙女。移動力に優れ、杖により回復や戦闘補助を行う。攻撃手段を持たない。

上位クラス
マスターロード
数多の勢力を統べ、国を治める君主の器。ロードの上位クラスで、ロイ専用クラス。剣を装備できる。専用武器は、レイピアおよび封印の剣。イベントでクラスチェンジする。
パラディン
功績を認められ、称号を得た聖騎士。ソシアルナイトの上位クラスで、剣と槍に加え斧も装備できる。
ファルコンナイト
聖なる加護を受けた天馬騎士。ペガサスナイトの上位クラスで、槍に加え剣も装備できる。
ドラゴンマスター
飛竜の扱いに長けた竜騎士。ドラゴンナイトの上位クラスで、槍に加え剣も装備できる。
ジェネラル
堅牢な守備を誇る巨壁。アーマーナイトの上位クラスで、槍に加え斧も装備できる。
スナイパー
百発百中の腕前を誇る狙撃手。アーチャーの上位クラスで、弓を装備できる。シューターが使える。
遊牧騎兵
戦の経験を積んだ遊牧民。遊牧民の上位クラスで、弓に加え剣も装備できる。
ウォーリアー
戦を勝ち抜き、実力を認められた勇士。戦士の上位クラスで、斧に加え弓も装備できる。
バーサーカー
山と海を荒らしまわる覇者の称号。山賊と海賊の上位クラスで、高い山と海へ移動可能で斧を装備できる。クリティカル率が+30%される。
勇者
名声を得た傭兵の称号。傭兵の上位クラスで、剣に加え斧も装備できる。
ソードマスター
剣の道を極めし者。剣士の上位クラスで、剣を装備できる。クリティカル率が+30%される。
賢者
高い魔道の才を得た魔道士。魔道士の上位クラスで、理魔法に加え杖も装備できる。
司祭
悟りを開いた聖職者。僧侶の上位クラスで、杖に加え光魔法も装備できる。
ドルイド
さらなる闇の力を得た魔道士。シャーマンの上位クラスで、闇魔法に加え杖も装備できる。
ヴァルキュリア
戦場を馬に乗って駆ける戦乙女。トルバドールの上位クラスで、杖に加え理魔法も装備できる。

特殊クラス
すべてクラスチェンジできない。
盗賊
宝を狙って戦場を駆けまわる盗賊。剣を装備できる。特殊コマンド「盗む」によって敵からアイテムを奪えるほか、「とうぞくのかぎ」を使用できる。盗む能力は『トラキア776』と違い武器や魔道書、杖は盗むことができず、アイテム欄に空欄があって、かつ相手より速さが上回っている場合にアイテムのみ盗むことが可能である。
踊り子
踊りを生業とする芸者。ララム専用クラス。戦闘能力は持たないが、特殊コマンド「踊る」によって隣接した味方ユニット1人を再行動可能にする。
バード
琴を奏で歌う吟遊詩人。エルフィン専用クラス。戦闘能力は持たないが、特殊コマンド「奏でる」によって隣接した味方ユニット1人を再行動可能にする。
マムクート
通称「人ならざる者」。普段は人間の姿をしているが、攻撃時は竜石の力で竜に変身する。高い攻撃力を誇るが、竜石の使用可能回数は少なく、複数入手も不可能。なお竜の姿に変身すると次元が歪むことで戦闘背景が真っ暗になる。自軍ユニットではファのみ。
輸送隊
物資の輸送を専門とする。マリナス専用クラス。戦闘能力は持たないが、隣接したユニットは倉庫のアイテムをやり取りできる。本作で唯一HPが0になってもロスト扱いにならないユニットである。敵から攻撃を受けると1経験値が入るが、これを繰り返さなければレベルが上がることはない。さすがに面倒すぎるためか、『烈火の剣』では一度も戦闘不能に陥らなければ次のマップでレベルが1上がる仕様となった。ただし、攻撃されても経験値は入らなくなった。

敵専用クラス
ソルジャー
王国の一般兵士。槍を装備できる。全体的に能力値が低い。
国王
圧倒的な力を誇るベルン国王。ゼフィール専用クラス。剣を装備できる。専用武器はエッケザックス。
魔竜
人竜戦役の伝説に登場する最強のドラゴン。闇の息吹は天を閉ざし、その爪は大地を踏み砕く。強く、美しく、悲しい魔竜。イドゥン専用クラス。闇のブレスを操る。

## 登場人物
担当声優は、『ファイアーエムブレム ヒーローズ』での配役。

### 八神将
かつて人竜戦役で竜と戦い神将器を用いて人を勝利へと導いた八人の英雄達。戦後に国を興すなど後の人の世へ大きな影響を及ぼした。
【英雄】ハルトムート (Hartmut)
【伝説の剣】エッケザックスを用いて竜達と戦った八神将の長となる男性。暖かな風のような声をしていたという。戦いの末に神将器の力をも超越する、【ファイアーエムブレム】の力を宿した封印の剣で魔竜を封印した。戦後、竜達の栄えていたベルンの地へ【ベルン王国】を興す。
漫画『覇者の剣』では主人公アルの父親という設定になっている。
【勇者】ローラン (Roland)
【烈火の剣】デュランダルを用いて竜達と戦った小柄の男性。戦後、故郷へと戻り戦乱に荒れ果てた地を立て直し【リキア】の国を建国。マグマの煮えたぎるオスティア郊外の洞窟にある祭壇へ巨大なデュランダルの剣を隠した。
【狂戦士】テュルバン (Durban)
【天雷の斧】アルマーズを用いて竜達と戦った雄大な体格の男性。戦後、辺境の地【西方三島】でアルマーズの斧の呪縛により最期を遂げる。命を奪った斧はフィベルニア島のジュトー付近にある毒ガスが漂う洞窟へ隠された。
【騎士】バリガン (Barigan)
【氷雪の槍】マルテを用いて竜達と戦った軍馬を操る男性。戦後、北国の故郷傭兵国家【イリア】の地へ帰還。数々の戦いの技術を伝え、騎士の中の騎士とも称される。白銀に輝くマルテの槍はエデッサ郊外の遺跡へ隠された。
【神騎兵】ハノン (Hanon)
【疾風の弓】ミュルグレを用いて竜達と戦った馬術に長けた女性。戦後、愛する草原の地【サカ】へ戻り、それまでと変わることなく草原の掟に従い続け生涯を送った。戦いに用いたミュルグレの弓は祭壇へと収められていた。
【大賢者】アトス (Athos)
【業火の理】フォルブレイズを用いて竜達と戦った魔法使いの男性。戦後、各地を旅した後に不毛の大地【ナバタ】に人と竜が共存する理想郷を築く。その後も激しい戦いを経て遺品となった魔道書は理想郷の神殿へ祭られた。
【聖女】エリミーヌ (Elimine)
声 - 田中理恵
【至高の光】アーリアルを用いて竜達と戦った金髪の女性。戦後、後の【エリミーヌ教】となるいくつかの教えを説き、その中で竜の復活の脅威についても説いている。遺品は神将器に限らず様々な品が聖女の塔へと保管された。
『ヒーローズ』では生前の本人が登場。竜を憎悪し、徹底的に排斥する思想の持ち主として描かれており、ハルトムートが魔竜を殺さず封印にとどめた事も良く思っていない。人類に対しても必ずしも好意的ではなく、個々では脆く弱い存在と考え、竜に対抗するには一致団結が必要である事を説いていた。
【謎多き者】ブラミモンド (Bramimond)
【黙示の闇】アポカリプスを用いて竜達と戦った呪術師。戦後、表舞台から姿を消すと封印の神殿の地下で秩序を崩壊へと導いた神将器の強大な力を封じていた。後の世では性別素性の一切知れない謎の人物とされている。

### リキア地方
「八神将」の1人・勇者ローランが建国した一つの王国がいくつもの領へと分かれ、その子孫たちによって治められる緑豊かな同盟国。古くからの盟約で、「他国からの侵略があった際には、リキアに存在する諸侯は一丸となってこれを撃退する」ということを定められているが、実際にはリキア人同士の領地の奪い合いが続いている。
オスティア侯爵家を盟主とし、「諸侯会議」とよばれる意思統一の場を有してはいるが、各諸侯の連帯は弱く「寄せ集め」の感は否めない。大国に挟まれ、また、それゆえ文化の橋渡し役となる中継地点でもある。

#### フェレ侯爵家
所領はリキア東部に位置し、ベルンと国境を接する。リキアでは名門に属するが、他国からすれば田舎貴族の部類。領内に大都市はなく、牧歌的でのどか。年に一度の収穫祭には侯爵一家揃って参加している。騎兵を中心とする屈強な騎士団を有する。『封印の剣』の主人公ロイ、『烈火の剣』の主人公エリウッドの故郷である。
ロイ (Roy)
クラスはロード→マスターロード。属性は炎。
本作の主人公。フェレ侯爵エリウッドの息子。フェレ家の公子。
詳細はロイ (ファイアーエムブレム)を参照。
エリウッド (Eliwood)
フェレ侯爵でロイの父親。属性は理。『烈火の剣』の主人公の1人。
リキア一の騎士と謳われるほどの実力者であるが、現在は病に悩まされており療養中。リキア同盟再結成後は、戦死したヘクトルやまだ歳若いリリーナに代わり病を押して盟主代行となる。
詳細はファイアーエムブレム 烈火の剣の登場人物#フェレ侯爵家も参照。
トライアルマップでのクラスはパラディン。

##### フェレ騎士団・家臣
勇敢と名高く、ソシアルナイトやパラディンを中心に構築されている。
マリナス (Merlinus)
声 - 島田敏
クラスは輸送隊。属性は闇。フェレ家に仕える官吏で、財務を任されている。『烈火の剣』にも登場。
『烈火の剣』では商人だったが、その後エリウッドに仕え、本作では出世して貴族になっている。
メインイベント会話のほぼ全てに参加している。ロイに対する忠告が非常に多いが、そのほとんどが聞き入れられずに結局ロイに従うことが多い。
マーカス (Marcus)
クラスはパラディン。属性は氷。フェレ騎士団の将軍。『烈火の剣』にも登場。
エルバート、エリウッド、ロイの3代にわたってフェレに仕えた古参の将軍。厳格な性格で、主からも部下たちからも信頼されている。リリーナの恋路を応援する面もある。
小説版では神将器の一つ『天雷の斧』アルマーズの使い手となり、「竜殿」においてヤアンの攻撃からロイを庇い、戦死する。
ウォルト (Walt)
声 - 下野紘
クラスはアーチャー→スナイパー。属性は氷。幼い頃からロイに仕える年若い弓兵。
『烈火の剣』に登場したロイの乳母であるレベッカの息子（ただし、レベッカはHP0になるとほかのユニット同様に死亡してしまうため、そうならない可能性もある）。
ロイとは乳兄弟の間柄だが、本人はあくまで従者としての姿勢を崩さずにロイを支える。ウォルトを兄弟同然に考えているロイにとっては苦痛だったが、支援会話の進行で和解する。
アレンやランスを敬愛しており、彼らを見習って戦闘中に訓練をしたり、夜を徹して戦術書を読みふけたりすることもある。生真面目な性格。
アレン (Alen)
クラスはソシアルナイト→パラディン。属性は炎。フェレ家から姫が嫁いだこともある名門騎士の家系の出身で、生粋の騎士。
猪突猛進な性格で、ランスとは性格は正反対でありながら互いを認め合う親友で好敵手。フェレ家やロイへの忠誠はかなりのもの。騎士としての素質に恵まれ、将来を嘱望されている。
やや直情径行な面があり、危険を顧みない力まかせな戦い方をマーカスなどにたしなめられることもある。しかし何も考えずに突撃しているわけではなく、先陣として自軍の勢いを見せ付けるための戦術だと述懐している。その性格から同じく猪突猛進なワードとも気が合いどちらが強いかを競い合う。
ランス (Lance)
クラスはソシアルナイト→パラディン。属性は理。他家から流れてきた新参の騎士。
冷静沈着な性格で、アレンとは性格は正反対でありながら互いを認め合う親友で好敵手。フェレに仕えて日が浅いため、古参の者達と自分を比較して引け目を感じることもあるが、実力は確かで信頼も厚い。
かつて主を失い流浪していたところを助けてもらった恩があるため、エリウッドやロイへの忠誠は並々ならぬものがある。
放浪中に得た知識が豊富で、それを生かして軍議などで意見することもあるという。その性格から同じく冷静沈着なロットとも気が合い戦略などについて熱く議論する。

#### オスティア侯爵家
リキア同盟の盟主。所領はリキア西北部に位置し、エトルリアと隣する。大戦の勇者ローランの直系を称する名門。リキア最大の都市オスティアを拠点とし、アーマーナイト、ジェネラルなどの重装歩兵を中心とする騎士団がリキア最強と誉れ高いこともあり、その城は建国以来敵の侵入を許すことはなかった。エトルリアとの交流は盛んだが、質実剛健、尚武、実力主義の気風はむしろベルンに近いといえる。『烈火の剣』の主人公の一人ヘクトルとその娘リリーナの故郷。
ヘクトル (Hector)
オスティア侯爵兼リキア盟主。『烈火の剣』の主人公の1人。
エリウッドとは長年の親友で、彼と並びリキア屈指の「猛将」として名を馳せる。また城の宝物庫へ侵入したアストールを目撃して腕を見込み、その場で密偵への勧誘を試みるなど性格においても大胆な部分がある。しかし人の好き嫌いがはっきりしていたことが、諸侯のみならず騎士団内に多くの不満分子を生み出す要因にもなり、死後の反乱の引き金となる。アラフェン城における同盟軍の協議中にベルン軍のナーシェン、ブルーニャの両将軍と戦闘竜による強襲を受けて致命傷を負い、ロイの前で息を引き取る。
トライアルマップでのクラスはジェネラル。
リリーナ (Lilina)
声 - 小澤亜李
クラスは魔道士→賢者。属性は光。オスティア侯ヘクトルの愛娘で、ロイとは同い年の幼馴染。身分を気に掛けず部下と接する。
ロイの恋人候補の1人。古くから付き合いのあるロイには恋心を抱いており、その鈍感さにやきもきしている。
魔道軍将セシリアをして「魔道の天才」と言わしめるほどの天賦の魔道の才能を持ち、その才能は彼女の存在があったためにセシリアがロイへ魔法の技術を授けなかったほどである。父に代わって盟主となり人々の上に立つ者となる自分のあり方について不安を感じており、ときには命懸けで賊の説得を行うことさえある。
オスティアの反乱ではアラフェンでのヘクトルの死をきっかけに、ベルンへ取り入るべく反乱を起こしたレイガンスら反乱軍の手によって捕虜とされ密かに始末され掛けたが、ドラゴンナイトとの戦闘を終えて市街を平定したロイ率いるリキア同盟軍に救出される。その際に父の死をロイの口から伝えられるが武人の娘として動揺しながらも気丈に受け入れ、同盟軍を烈火の剣デュランダルが眠るオスティア郊外の洞窟へと案内した。
動乱後は、父の後を継いでリキアの盟主となりその再建に力を注ぎ、後のリキア統一国家リキア王国成立へ大きく貢献する。
小説版では『烈火の剣』のフロリーナが母親という設定になっている。

##### オスティア重騎士団・家臣
アーマーナイト、ジェネラルを中心に編成され、実力があれば家系は問わないという風習がある。
ボールス (Bors)
声 - 川原慶久
クラスはアーマーナイト→ジェネラル。属性は風。穏やかな性格の重騎士。平民出身。
エリウッドの見舞いに行っていたリリーナの帰路の護衛役として一時的にロイとともに行動をしていたが、リリーナがオスティアに帰るときにロイの護衛を頼まれ、正式に仲間に加わる。
同じオスティア重騎士団のバースとは同期で、妹のウェンディが重騎士団に入ることを認めずにいた。妹の確固とした決意により入団を承諾するが、まだ妹離れできないでいる。
バース (Bath)
クラスはアーマーナイト→ジェネラル。属性は氷。沈着冷静な重騎士。平民出身。レイガンスによる反乱が起きた際には兵を率いて対抗した。
重騎士が最強、重騎士にかなう者はいないと信じて重騎士になり、同じ重騎士団のボールスと同期で戦友。実戦に不慣れなウェンディやオージェを諭すなど、経験豊富な面もある。
アストールと味方に内通者がいないかを調査したりもしているほか、ボールスの安否について不用意に楽観視することなく現実を見据えた見方をするなど、捉え方によっては冷徹ともとれる冷静さを持つ。
動乱後はオスティア軍の指揮をするようになる。
ウェンディ (Wendy)
声 - 行成とあ
クラスはアーマーナイト→ジェネラル。属性は炎。ボールスの妹。
リリーナとは年近い少女だが、兄同様の生真面目な性格。重騎士の兄に尊敬の念を抱いており、兄と同じ重騎士団に入団したいと思っていた。
ボールスからは反対され「自分の幸せだけを考えろ」と言われていたが、ボールスの不在中に騎士の宣誓を交わし、重騎士団に入団する。後にその決意の強さから、兄にも認められる。
後に女性初のオスティア軍騎士団長に就任する。
オージェ (Orgier)
声 - KENN
クラスは傭兵→勇者。属性は風。オスティア騎士団の新米団員。
真面目で現実的。自らの体格と力量を考え、鎧兵ではなく軽装の兵となり仲間の重騎士団の足りないところを補う。
貧しい家庭からの出身で、そのため小さい妹を口減らしのために遠くの村へ置くなど、苦しい少年時代を送った。
老いた両親と弟達を養うためにオスティア騎士団に入団した。周囲のように、立派な戦う理由が無いことに引け目を感じている。
アストール (Astore)
クラスは盗賊。属性は闇。ヘクトルに仕える密偵。
オスティア城へ盗賊として忍び込んだ際にヘクトルに出会い、彼の言葉に心動かされ、オスティアの密偵となった。
密偵としてベルンの情勢を探っていたが、アラフェン付近でヘクトルが死亡したことを知りオスティアに戻る。
ふざけた中年を装うが、その裏には国を守るために汚れ仕事も辞さない真面目な顔がある。
昔の任務でベルン王城に潜入したときの失敗で片足に怪我をしている。
レイガンス
クラスはジェネラル。元貴族出身のオスティア騎士団員。オスティア反乱軍首謀者。作中最初に遭遇する上級クラスで序盤の難敵。
リキア領内での同士討ちを狙った三竜将ナーシェンの罠とも知らずナーシェンの勧告を受け入れ、オスティアに反旗を翻した将軍。リリーナを幽閉し、オスティア本城にてロイの軍勢と交戦する。
騎士団に所属していたころも地位を利用して違法に金品を受け取るなどあまりいい評判はなく、ヘクトルを死後「時代の移りを読めなかった愚かな人間」と評し、リリーナの怒りを買う。
残党に近いロイ達の部隊を同盟の死に損ないと吐き捨てるが、打ち倒されたときその死に損ない達がベルンの脅威を前に何故ここまで戦えるのかとの疑問を残して息絶える。
小説版では「実力は騎士団随一だったが貴族出身で選民意識が強すぎたために平民出身の騎士がついてこず、それ故騎士団長に任命しなかったヘクトルを逆恨みしていた」とされている。
デビアス
クラスはアーマーナイト。レイガンスの部下。貴族出身。
レイガンスに呼応しオスティアを裏切った兵とベルンより与えられた竜騎士を率い、オスティア城下町でロイたちを迎え討つ。
大金を積んでも反乱軍に寝返らないイリア騎士団の忠誠心に感心してレイガンスに突っ込まれるなどどこか抜けている。

#### ラウス侯爵家
リキアのほぼ中央、海に面した南部に位置する豊かな草原地帯を領有する。エレブ新暦980年、先侯ダーレンが同盟への謀反を企て軍事行動を起こした過去を持つ。現侯エリックも関与していたが、不問とされた様子。
リキア同盟を裏切ってベルンに加勢するが、ロイ一行に敗れる。『烈火の剣』でもリキア同盟への反乱を画策、その混乱に乗じてエリウッドらを亡き者にしようとするが、返り討ちに遭い壊滅的打撃を被っている。
エリック (Erik)
クラスはソシアルナイト。エリウッドやヘクトルと同じくリキアの地を治めるラウス公爵。『烈火の剣』にも登場。
20年前の裏切りに対して寛大な処置を受けたにもかかわらず、リキア同盟を裏切りナーシェンを通じてベルンに加勢する。敗北してもなお、リキア同盟軍を見下す。
小説版では20年前のエリウッド達への復讐（逆恨み）も兼ねていると表記されている。

#### トリア侯爵家
リキアの北西部に位置する。トリア候のオルンはヘクトルの従兄弟であり、フェレにも友好的な国家といわれる。しかし、臣下のワグナーがオルンを暗殺して実権を握ってからは親ベルン派に一転、リキア同盟軍に襲いかかる。
オルン
トリア侯。ヘクトルの従兄弟にあたる。ベルンに追われてサカから逃れてきたスーをかくまった人物。温和な人柄で評判も良かったが、執事のワグナーに裏切りに遭い、暗殺された。劇中では名前しか登場していない。
ワグナー
クラスはシャーマン。トリア侯オルンの執事。普段は丁寧な態度・言葉遣いのようだが親ベルン派。
主人であるオルンを殺し、さらにロイたちを騙し討ちにし、クトラ族長の孫娘のスー共々を手土産にベルンへと寝返ろうとするが、陰謀を知ったロイたちの前に敗れる。慎重で綿密な性格。

#### その他の侯爵家
旧キアラン侯爵家
リキア中央部に位置する。その所領は海に向かって伸びており、港町バドンを有する。エレブ新暦979年の跡継ぎ争いで、騎士隊に多くの死者を出した。ハウゼン侯死後、後継者リンディスの希望によりオスティア家の統治下に置かれた。
サンタルス侯爵家
リキア東の湾岸に位置する。南の丘陵地帯を挟んで隣接するフェレ侯爵家とは縁が深い。サンタルス候ヘルマンはフェレ候エルバートと親交が深かったが、ラウス侯に唆されて反乱に加担し、エリウッド率いるフェレ軍の前に立ちふさがった。
旧コンウォル侯爵家
侯爵による同盟資金横領の罪でエレブ新暦970年代に取り潰された。人の良い侯爵夫妻が知人の借金の肩代わりを重ねたのが原因だという。その後、侯爵夫妻は長子レイモンドを残して自殺した。
アラフェン侯爵家
リキア北東部に位置し、サカと国境を接する。リキア第二の都市を拠点とし、ベルンの侵攻に際しては同盟軍の前線基地となった。地理的に近いサカとは交流も多いが、アラフェン候自身が無類のサカ嫌いのため、関係は上手くいっているとは言えない。
カートレー侯爵家
アラフェンとキアランに挟まれる位置に存在。カートレー領郊外の砦は【黒い牙】の拠点になっていた。ちなみに、キアランからは10日ほどの距離とのこと。
タニア侯爵家
キアラン・フェレ・カートレーに隣接する位置に存在。キアラン後継争いの際には、エリウッドの言により中立を保った。漫画『覇者の剣』に登場するティーナ姫の故郷。
トスカナ侯爵家
リキア最北端、キアラン・アラフェン・ラウスに隣接する位置に存在。キアラン後継争いの際には、エリウッドの言により中立を保った。
リキア同盟西部
ラウス領となるリキア中央部の草原地帯から西側は、作中ではほとんど触れられることがないが、ラウスの西にはレーデ侯爵家、レーデのさらに西にはウォード侯爵家が存在。リキアの地図によると、ウォードより西には、湾を取り巻くようにさらにオルスト侯爵家やラグナ侯爵家など七つの侯爵家が存在する。

#### 孤児
チャド (Chad)
声 - 花江夏樹
クラスは盗賊。属性は雷。ベルン国境付近にあるアラフェンの孤児院出身の少年。
院長先生を殺されており、彼を手にかけたベルン軍に強い憎しみを抱いている。仇を討つためロイ軍に参加する。
目つきが鋭く口は悪いが、友人想いの性格。孤児院の中では年長者で、家計に苦しむ孤児院の手助けがしたいという思いから盗みに手を染めるようになった。動乱の後、盗賊からは足を洗ったらしい。
ルゥ (Lugh)
声 - 竹内順子
クラスは魔道士→賢者。属性は炎。孤児院出身の少年魔道士。
ロイより2歳ほど年下の子供だが、理魔道に関しては高い潜在能力を有する。
チャドと同じく院長先生の仇をとるためにロイ軍に参加する。『烈火の剣』のニノの息子で、母譲りの柔和な面立ち。
思いやりのある優しい性格で普段は年齢相応に無邪気に振舞っているが、過去の経験からベルンに対しては強い憎しみを抱いている。
レイ (Lleu)
声 - 藤原夏海
クラスはシャーマン→ドルイド。属性は氷。孤児院出身の少年呪術師。
ルゥの双子の弟。力を求めてアラフェンを飛び出し、西方三島に流れ着く。竜の力を求めてベルン軍に紛れ込むが、そこでチャド達と再会し味方になる。
天才的な魔道の資質を持ち、闇魔道も独学で習得している。その資質は、古代魔道の大家出身のヒュウが自分に才がないと思うほど。
兄であるルゥとは対照的に毒舌家で目つきが悪く少々ひねくれているが、人には見せない思いやりがある。最初に登場した時に所持する「リザイア」の魔法書はヒュウから盗んだものである。

#### リキアの賊
ダマス
クラスは戦士。リキア領フェレ周辺を根城にするボルム山の山賊の長。
フェレ公爵エリウッドの病とベルン侵攻の知らせを聞いて手薄になったフェレを襲うが、帰還したロイたちに撃破される。
ドリー
クラスは山賊。リキア領を縄張りとする山賊の長。今まで一度も負けたことがないらしく、必殺率の高い「キラーアクス」を持つ。
ヘニング
クラスは勇者。オスティア周辺を縄張りにする山賊の長。表向きは傭兵団を名乗っている。
デュランダルが封印された洞窟をそれとは知らずに本拠にしていたが、ロイたちに倒される。

### ベルン王国
大陸南東部に位置する、「八神将」の「英雄ハルトムート」の興した王制国家。険しい山々が連なる地域もあり、王城も周囲を山に囲まれた天然の要害となっている。エトルリアと並ぶ大国。文化が華やかに成熟しているエトルリアに対し、質実剛健で能力主義の気風を誇る。「三竜将」を筆頭に、「飛竜」に騎乗する「竜騎士」を中心とした大陸最強の軍事力を擁する。ドラゴンナイトとの相性から険しい山岳地帯に築かれ守りに適したベルン城、封印の剣と魔竜の眠る封印の神殿などが存在する。
エレブ新暦980年頃には軍の腐敗が進んでいたが、現ゼフィール王体制下で、建て直しがなされた。先祖から受け継がれてきた炎の紋章『ファイアーエムブレム』を国宝としており、代々王位継承の儀式に欠かせないものとされている。

#### ベルン王家
ゼフィール (Zefhyr)
声 - 松田健一郎
クラスは国王。ベルン国王。『烈火の剣』にも登場する。
専用武器にハルトムートが使っていた神将器エッケザックスを持つ。憎しみや妬みの感情を持ち同族同士であろうと殺し合いを起こす、人間が人間を支配する世界へ絶望しており、かつて先祖が竜との戦いに勝利したことを間違いとして竜へ世界を明け渡し、世界を人の支配から「解放」するべく魔竜の封印を解き大陸の各国へと侵攻、大陸全土を巻き込む戦乱を引き起こした。
元々はベルンの先王デズモンドとエトルリアの王女ヘレーネの政略結婚により生まれた子供で、日々努力を怠らず武術や勉学に優れた人柄に次期国王として幼い頃より周囲から絶大な期待を寄せられていた。しかし父親からは他の王族や重臣らの手で強引に迫られた政略結婚により生まれた子供であること、さらには父親に似ず卓越した才覚を持つことから母子共々離宮へ追放され王位継承権をも剥奪されるなど憎まれ続けている。父親からは命を狙われ続け、最終的に直接父親から手渡された王位継承の許可とそれまでの贖罪を込めたという、偽りの祝福の杯によって猛毒に侵され、数日間生死の境をさまよったことによりついに父親への深い憎しみを抑えられなくなり、自身の死を装って棺の中より暗殺した。それが引き金となりそれまでの心優しいゼフィールの性格は一転、この事件とその手で肉親を殺した己自身を忌み嫌い、決して人前で笑顔を見せない狂気の解放王となった。
かつて先祖が勝利した千年前の人竜戦役の始まりも、元をたどれば人が竜に襲い掛かったために始まったことであり、人間はどうあっても争う生き物としてその可能性を見限っている。
漫画『覇者の剣』ではエッケザックスと封印の剣を用いた激しい二刀流の剣技を披露している。
ギネヴィア (Guinevere)
声 - 石見舞菜香
ベルン王国の王妹で、ゼフィールとは異母兄妹にあたる。『烈火の剣』にも登場する。
暴走する兄ゼフィールを止めるためファイアーエムブレムを封印の神殿から持ち出しリキア同盟軍に和解の策を講じようとベルン国境の城に立ち寄るが、城主であるルードに捕らえられ、他国へ売り飛ばされるところをロイ達に救出される。ゼフィールとは決別する形となったがそれでも幼いころの兄の優しさを忘れられないようで、彼の変化や死に悲しみを見せる。
リキア同盟軍のアラフェンでのベルン対策会議へ出席するべくロイ達に同行するも同盟軍は既にゼフィール率いるベルン軍の襲撃で壊滅しており、やがて辺境へ出向くロイから依頼を受けたエトルリア三軍将のセシリアの下で保護される。しかしナーシェンの策略によりエトルリア王国でクーデター問題が発生するとセシリアと共に王宮を脱出。転戦の果てにミスル半島でゼフィールと再会したことにより、一度は本国へ送り返されかけるがミレディの力を借りてセシリアの救援へ駆けつけたロイと再度の合流を果たした。
やがてクーデターが鎮圧され本格的にベルン攻略の連合軍が結成されると、連合軍のリーダーとなったロイへ国を売った女と歴史に名を残す覚悟で兄ゼフィールの討伐を依頼。王家の者のみが知る封印の神殿を経由した進軍ルートを教え、攻略に大きく貢献する。
兄亡き後は大陸最強の意地として連合軍と対峙したブルーニャ率いる残党部隊の最後の抵抗を自身の義務として見届け、動乱終結後にはベルン王国の女王となりベルン再建に力を尽くした。ギネヴィアの女王即位式を最後の一枚絵として封印の剣の物語は終了を迎えている。
トライアルマップでのクラスは賢者だが、光魔法も使える。

#### ベルン王国軍

##### ベルン三竜将
大陸最強を誇るベルン王国軍の中でも特に優秀な3人の将軍に与えられる称号（ナーシェンが実力では優っているはずのゲイルを差し置いて与えられているため、必ずしも個々の実力のみによって与えられるものではない）。
マードック (Mardoc)
声 - 小谷津央典
クラスはジェネラル。ベルン三竜将の筆頭。『烈火の剣』にも登場。
昔より三竜将を務める古株。ゼフィールが幼少のころから忠誠を誓っており、武術の師でもある。外見は20年前の『烈火の剣』とほとんど変わっていない。
三竜将筆頭として、北のイリア地方の侵攻を管轄。天馬騎士団の本拠地エデッサ城を攻略してイリアの諸騎士団を降伏させる。ナーシェンとブルーニャの二人により有力諸侯が失われ徹底的に叩き潰されたリキア同盟を再興したロイに興味があり、戦場で戦うことを望んでいる。
数々の失態を重ねて戦死したナーシェンに自分のまいた種の始末もできぬ男はベルンに不要、ナーシェンの奸計によって祖国を裏切り逃亡した貴族に自分の始末は自分でつけてもらうと述べるなど厳粛な性格を持つ将軍だが、その性格ゆえにナーシェンの妨害で三竜将となれなかった実力者のゲイルを直属の将軍として重用する。
封印の神殿でゲイルと共に自身が誇る最強の陣形を敷き、大陸を二分する二大王国の激闘でロイ達を迎え討つ。
ブルーニャ (Brunnya)
声 - ささきのぞみ
クラスは賢者。三竜将の1人で女性魔道士。サカ地方の侵攻を管轄。
アラフェンでヘクトルを捕らえるなど魔道士としても指揮官としても優秀で、三竜将の次席を務める。サカ地方の攻略には、ブルガルを制圧した後にジュテ族を懐柔して民族闘争への支援物資程度でサカを攻略するなどの計略を用いた。ゼフィールに対しては忠誠を見せながらも内心に竜を操ることへの不信感を抱く発言をする。
ゼフィールとともに王宮でロイ達を迎撃するつもりだったが、ゼフィールによりイドゥンを託され、やむなく王都を脱出、竜殿前で死を覚悟のうえでベルンの意地を見せるべく脱走を許し負傷者や幼い子供や年老いた親のいる者を強制的に外した寡兵でロイ達を迎え撃ち戦死する。
ナーシェン (Nacien)
声 - 鳥海浩輔
クラスはドラゴンマスター。三竜将の1人。謀略を得意とする奸臣で、実力で勝るゲイルを「ベルン人ではない」との理由から讒言して三竜将の地位に就く。
リキア地方の侵攻を管轄しており、裏切りを誘発することでリキア同盟の崩壊を招くなど序盤から中盤にかけて策を張り巡らせてくる。部下であるツァイスに濡れ衣を着せようとするなどずる賢く、三竜将の中では人望が無い。
全てにおいて自分が優れていると信じて疑わないナルシスト。そのため、エリックから土産とされたクラリーネに下品と評された際は取り乱した。また、オスティア侵攻にてパーシバルではなくセシリアに私怨を抱く。
大国エトルリアがリキアを保護した後はリキア攻略を中断、リキアを保護したエトルリアにクーデターを引き起こすなど、得意とする離間の策の実行に移る。
副官フレアーによる西方三島でのリキア同盟討伐の報告ミスから優位が一変、部下の責任とリキア同盟によるギネヴィア姫再逃亡とナバタ砂漠攻略の度重なる失態によって竜将降格の指示を受ける。最後のチャンスとして竜将の地位を守りゲイルの後継を阻止するため、その汚名をそそぐべくエトルリア王都アクレイアにおいてリキア同盟軍を迎え撃ち戦死する。
ゲイル (Galle)
声 - 寺島拓篤
クラスはドラゴンマスター。ミレディの恋人でありマードックの直属の部下。ベルンとマードックへの忠誠が強く、国王からも信頼を得ている。
ナーシェンより実力は上だが出世欲がないことに加え、他国の出身者であることを彼に付け込まれ、一武将の地位に甘んじているベルンの竜騎士。後にナーシェンがロイたちの手で討ち取られたことを受け、三竜将へと昇格する。
終盤、マードックの作戦の要となり、封印の神殿でロイ達を迎え撃つ。
言い掛かりで三竜将の地位を奪ったナーシェンのことはまったく恨んでおらず、彼の協力を得るために頭を下げるなどの行為も当然としており、ベルンから見捨てられつつあった彼の最期についてもマードックの前で気に掛けていた。
小説版ではミレディに倒され、戦死する。

##### ベルン本軍
イドゥン (Idenn)
声 - 種田梨沙
ベルン国王ゼフィールに付き従う女性。年齢不詳。
常にフードを目深に被り、その正体はベルン軍内においても知る者は少なく、「暗闇の巫女」とよんでいぶかしむ者も多い。右目が赤、左目が青のオッドアイが特徴。
詳細はマムクート#エレブ大陸のマムクートを参照。
エレン (Elen)
クラスは僧侶→司祭。属性は風。ギネヴィア付きのシスター。
ギネヴィアがリキアに出奔した際に同行していたが、国境付近で共に囚われの身となる。単身抜け出したところで運良くロイ一行に出会い、以後行動を共にする。
穏やかかつ心優しい性格。祖国が戦争を起こしたことや、そのために少年達が戦場に立っている現状などに心を痛めている。
大人の男性が苦手であり、ツァイスは彼女とまともに話せるまでに何年もかかっている。
ミレディ (Milady)
声 - 七瀬彩夏
クラスはドラゴンナイト→ドラゴンマスター。属性は闇。ギネヴィア付きの女性竜騎士。
厳しさと優しさを併せ持った大人の女性。ゲイルとは恋人同士。
ベルンよりもギネヴィア個人に強く忠誠を誓っており、ギネヴィアの命令ならば国に逆らうことも厭わない。
ミスル半島で捕らわれたギネヴィアをベルン本国へ送還する任務を申し付けられるが、ギネヴィアの命によりギネヴィアを連れロイ達に同行する。
飛竜の名は「トリフィンヌ」。非常におとなしい性格。
アイン
クラスはマムクート。ベルン戦闘竜の1匹。
西方三島でフレアーが切り札として連れてきた。ロイ達が初めて対峙する戦闘竜。戦うためだけに生み出された竜であるため、知性はほとんどない。
ペレス
クラスはドルイド。ベルン軍の呪術師。
マードックの忠実な部下。神将器『アポカリプス』を任される。マードックの敵を討つため、「封印の神殿」の地下でエトルリア軍を迎え撃つ。地上での戦いが長引くと神将器を処分し終えてマードックに加勢する。

##### ベルン北方軍
マードックが率いるイリア攻略の部隊。イリア地方の攻略を済ませて現地の騎士団を味方につけている。
マーテル
クラスは司祭。「知将」と呼ばれるエリミーヌ教団出身のベルン軍人。
イリア地方に向かったリキア同盟軍を迎え撃つ。ニイメを使って嵐を起こし、同盟軍を壊滅させようと企む。
ティック
クラスはジェネラル。ベルン軍の騎士。
マードックの命で、神将器『マルテ』が納められていた神殿を守る。ロイ達と交戦をする必要はないと考え、壁を塞ぐことでロイたちエトルリア軍をやり過ごそうとした。しかし、応急処置に近い壁は簡単に壊され、慌てふためくなかで撃破された。

##### ベルン西方軍
ブルーニャが率いるサカ攻略の部隊。サカ地方の攻略を済ませて現地のジュテ族を味方につけている。
ケル
クラスはソードマスター。サカ・ジュテ族出身のベルン軍人。
ブルーニャの指揮の下、サカの都市ブルガルを占領。不本意ながらもロアーツの護衛を任され、ロイたちを迎え撃つ。冷静な性格で、武士道を重んずる。
小説版の設定ではブルガル占領時に多くのサカの民を殺害したが、ルトガーだけは見逃した。そのため、彼の仇敵に当たる存在である。
原作におけるルトガーの仇はベルン人の指揮官であり、ディークとの支援会話においてディークに討たれて戦死しているため別人。

##### ベルン南方軍
ナーシェンが率いるリキア攻略の部隊。リキア攻略に失敗した後はエトルリア方面の攻略を担当する。
ツァイス (Zeiss)
声 - 新祐樹
クラスはドラゴンナイト→ドラゴンマスター。属性は雷。ベルン軍所属の竜騎士。
ミレディの弟。また、ゲイルのことも本当の兄のように慕っている。エトルリア王宮アクレイアにて、ナーシェンに裏切り者の濡れ衣を着せられ処刑されかけたが、ゲイルに助けられその際リキア同盟への出奔を勧められる。
ベルンを裏切った姉・ミレディを憎んでいたが、ミレディのギネヴィアに対する忠誠の念を再確認し、ロイ達の仲間に加わる。
飛竜の名は「ルブレー」。
ベルン軍在籍時から、エレンとは仲がいい。
フレアー
クラスはドラゴンマスター。ベルン竜騎士の1人。
ナーシェンの副官で、彼同様謀略を得意とする。西方三島でもエトルリア軍の手引きをしていた。
西方三島で戦闘竜のアインにリキア同盟軍の始末を任せて自身は大陸へ戻り、同盟軍の始末をナーシェンへ報告するも、後にリキア同盟軍の生存が発覚。西方三島で戦闘竜を倒した同盟軍の実力とフレアーの誤報により急な同盟軍への対策を強いられ焦ったナーシェンの命令で、捨て駒同然のリキア同盟軍の足止めを任される。
ルード
クラスはアーマーナイト。フェレとの国境を守る重騎士。
このままベルンに仕えていてもうだつが上がらないと考え、自分の城に立ち寄ったギネヴィアを捕らえ、他国に売り払おうと画策するも、エレンの要請を受けたフェレ騎士団とディーク傭兵団に討ち取られる。
スレーター
クラスはアーマーナイト。ナーシェンの部下。
陥落したアラフェン城の守備をナーシェンより任される。臆病者で、ナーシェンの制裁に怯えている。
ランディ
クラスは勇者。ベルン軍ナバタ部隊の将軍で、ツァイスの上司。
ナバタ攻略の先行部隊として、ナバタ神殿を死守する。ナーシェンが出すはずだった竜騎士の援軍が来なかったため、立ち往生していた。
戦士としての誇りを重んじる。
オーツ
クラスは賢者。ベルン軍ナバタ部隊の老齢の将軍。
ナバタ神殿奥の神将器『フォルブレイズ』が納められている場所にたどり着くが、柩の開け方がわからぬまま倒される。
レイス
クラスはパラディン。ベルン軍の騎士。
エトルリアの王都アクレイア城外を守り、 戦略的な考え方をする人物。
敷地内に迷い込んできたファが竜石を持っていたことや、戦略上は重要ではないにもかかわらずロイ達が進軍してきたことから、ファがただの子供ではないことに感づく。彼女を本国へ連行しようとするが、その前にロイたちに撃破された。

#### その他
ヤアン (Jahn)
クラスはマムクート。年齢不詳。『烈火の剣』にも登場する。
詳細はマムクート#エレブ大陸のマムクートを参照。

### エトルリア王国
「八神将」の1人、「聖女エリミーヌ」生誕の地であり世界各地に影響力を持つエリミーヌ教の本拠地。大陸最古の王国として長い歴史を誇り、西の芸術の国として有名。大陸一の大都市を持ち、天に向かってそびえる聖女の塔は国家のシンボルとされている。
大陸西部に位置するが、鉱物資源の豊富な「西方三島」をその植民地とし、イリア地方、サカ地方、ミスル半島の一部も領有し最大の版図を誇る。ベルンと並ぶ二大大国の一つ。王都はアクレイア。三軍将の下、軍事力も高く整備されている。大陸一信者の多い宗教「エリミーヌ教」の総本部も有する。
エレブ新暦999年現在、実権は現王モルドレッドの手を離れ、宰相ロアーツら腐敗した貴族が掌握している。

#### エトルリア王家
ミルディン
エトルリア王国王子。
聡明な王子と言われており将来を期待されていた。1年前に落馬事故で死亡したとされるが、密かに西方へ逃れレジスタンスに協力している。
モルドレッド
エトルリア王国の国王。ミルディンの父親。
高齢期にようやく授かったミルディンが死んだとされた後は、何事にも無気力になる。
クーデターを起こされた際の人質にされたが、ロイ率いるリキア同盟軍に救出される。
作中では暗殺を警戒したミルディン王子の判断によって存命については戦乱集結まで知らないままであった。

#### エトルリア王国軍

##### エトルリア三軍将
ベルンの『三竜将』と対をなす、エトルリア屈指の実力者3人に与えられる称号。
セシリア (Cecilia)
声 - 行成とあ
クラスはヴァルキュリア。エトルリア王国の「魔道軍将」。チュートリアルではロイに戦闘の指揮を指導する。
ロイとリリーナがオスティアに留学していた際の師。ロイの恋人候補の1人。本編開始より少し前に友好として滞在していたオスティアより王都へ呼び戻され、軍将の地位へ就任する。
ベルンのオスティア侵攻の際にロイからのオスティア保護要請に難色を示す国王を説き伏せて軍隊を動かすなど弟子想いな性格をしており、その一件によりオスティア攻略に失敗したナーシェンと因縁ができる。エトルリアでナーシェンの仕組んだクーデターが起こった際はクーデター派の狙っていたギネヴィア姫を連れてからくも王都アクレイアを脱出、反クーデター派を組織して各地で転戦を繰り返す。やがて残り二人の軍将を味方にしたクーデター派の勢力にミスル半島の古城へと追い詰められ、ゼフィール王の手によって深手を負い捕らえられるも、ロイ率いるリキア同盟軍の協力によって救出される。
「ファイアーエムブレムキャラクターズ」によると、『烈火の剣』に登場するエルクの1番弟子とされ、ミルディン王子（エルフィン）に好意を抱いている。
パーシバル (Perceval)
声 - 江口拓也
クラスはパラディン。エトルリア王国の「騎士軍将」。
亡きミルディン王子に忠誠を誓い、民を大事に思うベルン側にも知られたエトルリアの名将。確かな力量と見識からダグラスからも未来のエトルリアを背負う男と見込まれている。
国命によりベルンのリキア侵攻へ介入したときはオスティア占領を防ぎ、その場に居合わせたロイすら緊張するほどの圧倒的な風格でナーシェン率いる竜騎士団を退けた。
クーデターの際は国王が人質に捕らえられ敵となるが、存命していたミルディン王子がリキア同盟軍に身を隠していることを知り味方になる。
ただ、本当は騎士として厳しい規律の下で行動することを良しとする性分のため、本来自分の求めているものが軍になく、どうも居心地が良くないとは考えている。
無表情だが本人に自覚はなく、昔馴染みのクレインによるとかつては表情豊かだったらしい。また肩の力を抜けと言われるほどの生真面目でもある。
動乱後はダグラスから大軍将の地位を引き継ぎ、最終的に宰相にまで登りつめる。
ダグラス (Douglas)
クラスはジェネラル。エトルリア軍の頂点に立つ「大軍将」。ララムの養父でもある。
エトルリア王国と王家に絶対の忠誠を誓っている。
かつてミルディン王子が事故死を装って暗殺されかけた際、ミルディンが暗殺されたことにして匿い、ララムに任せ西方三島に逃がす。
国王が人質とされたために敵として登場、かつての仲間や養女ララム、さらにはエルフィンから説得されようとも寝返らないという絶対の忠義を見せる。
リキア同盟軍に倒されることを覚悟しているが、生かしたまま戦闘を終了させることにより、王の無事を確認してようやく仲間になる。
歳による肉体の衰えと若者が育たないとの考えから引退を考えており、パーシバルやセシリアにその心境を語る。戦後は除隊して、1人の民として静かな老後を送るようになる。

##### リグレ公爵家
王族の遠縁にもあたるエトルリア屈指の名門貴族。公爵パントはかつて魔道軍将をも務めている。先代公爵が嫡男パントの婚約者を決めるお披露目会を開いた際には、国中から20人の美姫が集められたという。
クレイン (Klein)
声 - 太田悠介
クラスはスナイパー。エトルリアの将軍。
19歳。リグレ公パントの息子で、クラリーネの兄。エトルリア総督府に抵抗するリキア同盟軍の鎮圧のために派遣されたが、ロイやクラリーネから西方三島で起こっている事実を聞き、総督府が真に西方を苦しめる根源だと判断するとすぐにリキア同盟軍に参入する。
母に倣い、弓を得意とする。性格は父似でマイペースかつ穏やかで人当たりがいい。自分の命を救ってくれたディークを今でも実の兄のように思っている。
また家柄からミルディン王子やエトルリア三軍将とも昔から面識があり、パーシバルとは冗談も言い合える仲である。
親同様に地位にこだわらない性格で人望がある。正義感が強く真面目で融通が利く。理知的な性格で、戦後は文官になった。
クラリーネ (Clarine)
声 - 小野寺瑠奈
クラスはトルバドール→ヴァルキュリア。我が道を行くお姫様。
パントとルイーズの娘で、クレインの妹。親に似ずわがままで自由奔放。多少自分勝手な面もあり、その気の強さは兄も認めるところ。
ブラコン気味で、兄に会いたいばかりに館を飛び出した。ラウス侯エリックに囚われていたがルトガーに逃がしてもらい、近くを進軍中だったリキア同盟軍を無理矢理護衛にする。
自分の価値観を他人に押し付けたり、物事をはっきり言う性格。

##### クーデター派
王子の暗殺や反乱などエトルリアの乗っ取りを企む腐敗貴族。西方三島の領主達は現地の住民に強制労働を強いるなど本国に隠れて不当な行為をしている。
ロアーツ
クラスはジェネラル。エトルリアの宰相。
1年前に王子ミルディンを暗殺させて以来、三軍将らをモルドレッド王から遠ざけてほぼ我が物顔で国を動かしている。ベルン王国とも手を組んでおり、後に国王を人質として本格的なクーデターを実行した。
しかしリキア同盟軍がエトルリアの王都アクレイアまで迫ってくると逃亡し、ベルンを頼りエトルリアから遠く離れた地まで落ち延びるが、逃亡先でロイ率いるエトルリア軍に敗れて死亡する。
臆病で強い者に従う性格であり、自己保身に走る傾向が強く、人望も無く、ベルン軍の一兵卒から陰で「あんな奴」呼ばわりされる。
アルカルド
クラスはパラディン。西方三島の総督。
ロアーツの腰巾着でベルン人のフレアーからも軟弱と吐き捨てられるほどの小心者。西方三島で民を酷使して私腹を肥やしていたが、リキア同盟により西方を追われる。
その後ロアーツと共にクーデターを起こすが、敗北濃厚になったため王都アクレイアから逃亡。ベルンを頼るも、なかば捨て駒として使われ死亡する。
ノード
クラスはドルイド。西方三島アルマー領主。
圧政を敷いて西方三島の住民を苦しめていた。ゴンザレスに村一つ潰させることを何とも思わないほどの狡猾で残酷な人物。ロイたちに奇襲を仕掛けるも倒されるが、名目上は「反乱軍に殺害された」者としてエトルリア王国および西方三島に伝わった。
ジンク
クラスはジェネラル。西方三島の領主の一人。スコーラン率いる山賊集団を雇っている。
レジスタンス鎮圧と並行してリキア同盟軍を迎え撃つ。民の苦しみを「豚のうめき」と吐き捨て、強欲で野心にあふれているが、略奪よりは軍務を優先する。
モルガン
クラスはジェネラル。西方三島イディナ城城主。
エブラクム鉱山に送る労働者の見張りを行っていた。脱走した労働者の始末をアルカルドに任せられるが、現場に駆けつけたリキア同盟軍に倒される。

#### エリミーヌ教
八神将の1人、「聖女エリミーヌ」により創始された、大陸中に信徒を持つ宗教。エトルリア王国に教団の総本部がある。
ヨーデル (Jodel)
クラスは司祭。エリミーヌ教団の司教。
エリミーヌ教がベルンから弾圧される現状を打開すべくロイ達に協力、教団が手に入れた神将器を持って参戦する。サウルの師。さまざまな事柄に詳しく、特に竜に関しては深い知識を有する。
穏やかな性格で、相手を尊重する思想を持つ。かつてニイメとは親しい間柄だったが、妹が命を奪われた事件をきっかけに離れた。後にエリミーヌ教の大司教の地位に就く。
サウル (Sall)
声 - 佐藤元
クラスは僧侶→司祭。エリミーヌ教団の若き神父。
ベルン王家の至宝、ファイアーエムブレム捜索の任を受けてギネヴィアに接触し、その行く末を見守るためロイ一行に同行する。
女好きで、軍内の女性に無節操に声をかける姿が目撃されている。「神の為に女性の信者だけを増やしている」と発言し、その言葉どおり増やした信者は圧倒的に女性が多い。
しかし、僧としての確固たる信念と知識を有し、宗教に囚われすぎない彼流の説法を用いて人の心を救っている。
ドロシー (Dorothy)
声 - 雨宮天
クラスはアーチャー→スナイパー。サウルの護衛の弓兵。
信心深い少女。サウルの護衛のため彼と共に仲間に加わる。
何も言わずにすぐどこかへ消えては女性をナンパするサウルに手を焼いている。
才能ある弓人だが、元々は人々の傷を癒すシスターになることを願っていた。自分が人の役に立つことを望む努力家。
美女揃いの軍内においてその容姿は綺麗とは言えず、本人も自認し気にしている。そのせいもあり自分に自信が持てずにおり、見かねたクラリーネから「女性らしさ」の指導を受けている。
オロ
クラスは司祭。
西方三島のエブラクム鉱山に派遣されたエリミーヌ教の司祭。
西方三島で最も劣悪な統治を行った人物で、金品欲しさに賊の横行を許すなどして民達を苦しめている。
自分を神の使いであると称し、神の名のもとにはすべてが許されると言い放ち、同じ聖職者としてサウルやエレンも神の冒涜者と憤慨した。ベルンに取り入ろうと企むが、ロイたちに討ち取られた。
ウィンダム
クラスは司祭。
エリミーヌ教団の司祭だが、親ベルン派の人間。
クーデターを起こしたロアーツ達と手を組み聖女の塔を占拠したが、エトルリアへのリキア同盟軍の進軍を阻めなかったためロアーツ達に見捨てられる。そのため正気を失い、塔内の人間を敵味方関係なく攻撃する「神の矢」の装置を作動させた。最期は狂ったままロイたちに討ち取られる。

### 西方三島
エレブ大陸の西に浮かぶ群島。フィベルニア島、カレドニア島、ディア島の三島の総称。エブラクム鉱山などから採掘される地下資源が豊富だが、エトルリアの総督府による弾圧とそれに対抗するレジスタンスとの交戦が続いている。「八神将」の1人、「狂戦士テュルバン」が最期を迎えた地であり、この土地の出身者も斧を扱う者が多い。

#### レジスタンス
エトルリアの役人による不当な弾圧に抵抗する現地の民間勢力。西方三島の各地で活躍している。
エルフィン (Elphin)
声 - 石川界人
クラスはバード。西方三島のレジスタンスの参謀。
青い鳥を連れハープを手にした吟遊詩人の青年。人竜戦役時代の伝説などさまざまな知識を有している。物腰も柔らかで、ファに女性だと勘違いされるほど容姿端麗である。
その正体は1年前に落馬事故で死んだとされていたエトルリア王国王子ミルディン。宰相ロアーツらによる暗殺が決行された日、ダグラスの手によってララムを伴い西方三島へと逃れていた。西方へ逃れた後もそのときに使われた毒の影響で長い間苦しみ、地元のレジスタンスの協力もあり幸運にも一命を取りとめ回復していったが、後遺症として時折視力を失う症状が出現する。
その後、西方三島でのエトルリア貴族による横暴を目の当たりにしたことにより、助けられた恩返しと王子としての己の愚かさを悔いてレジスタンスに加わり知識を活かして活躍。やがて貴族らの手で追い詰められたレジスタンスがリキア同盟軍に助けられた際、同盟軍リーダーのロイと出会い、その才気を試した後に彼の参謀を務め共に西方を貴族らによる圧制から解放した。そして直後に生じたエトルリアのクーデター問題へもロイが干渉したことにより、かつて自身の暗殺を企み、父モルドレッドを人質に祖国でクーデターを起こしたロアーツ、また彼らと裏で手を結んでいたベルン王国との戦争へもロイと共に立ち向かうこととなる。
戦後は故郷エトルリアへと戻り、再びエトルリアの王子ミルディンとして姿を現した。正体を隠したエトルリアの王子がロイと協力してともに戦乱を制した出来事は、後に多くの人々から好まれる有名な物語となったそうである。
ロイは正体を見抜いていたのだが、彼の立場を尊重してあえて黙っていた。
エキドナ (Ekhidna)
声 - 石上静香
クラスは勇者。西方の各地で活躍するレジスタンスの首領。
自身の過去などについて語ろうとしない。他者に媚びない姉御肌で、さっぱりとした性格をしている。エトルリアの管轄下にあるエブラクム鉱山から島民を救出すべく計画を進めていたが、隠れ家が見つかり危ういところをロイ達に助けられる。
戦争が終わったら戦乱で住む家を失った人々のために西方へ新たな村を作るという目標を抱いており、軍内でも人材スカウトに余念がない。スカウトで声を掛けた同じ西方出身者には、ゴンザレスへ自信を持てるよう長所を見出すことを勧めたり、家族を残してきたワードやロットを励ますなど気遣いもしている。またレジスタンス参謀に仕えているララムとも仲が良い。
戦後は周囲の推薦により指導者となり独立国家「西方連合」を築き上げた。
ララム (Lalum)
声 - 井澤詩織
クラスは踊り子。ダグラスの養女でレジスタンスの1人。
参謀エルフィンに従う少女で、レジスタンスでは諜報員も務める。西方の窮状を訴えるためにロイに謁見し、そのまま仲間に加わる。ロイの恋人候補の1人。
強烈な個性で周囲を振り回す。ロイに恋心を抱いているが、その個性と過剰なスキンシップにロイは困惑している。
幼少に旅芸人の一座で踊り子をしていたが、行き倒れていたところをダグラスに拾われる。以後養子となり、ダグラスを「お養父さま」と呼んで慕っている。
料理の腕はかなり危険で、作り終わると家が燃え、食べた者は七日七晩うめき苦しむほど。ただ、見た目はおいしそうなようであり、養父であるダグラスにとってはすぐに嫁に出しても恥ずかしくない味。
芸に関してはプロ意識を持っており、客を楽しませられるのなら恥をかいても嬉しいらしい。
バアトル (Bartr)
声 - 利根健太朗
クラスはウォーリア。最強を目指す熱血漢。『烈火の剣』にも登場。
娘のフィルを探して旅していたが、その途中の西方三島で世話になったレジスタンスに参加し、エトルリア貴族の悪事に抵抗する。
猪突猛進で義理人情に厚く、仲間との訓練を欠かさない。男手一つで育てたフィルにはかなり親馬鹿で、フィルの武者修行を手伝うと言い張って無理やり同行してくるが、親離れをしたいことに加え、戦場で大声で呼んだり泣いたりするため、フィルからは若干迷惑がられている。
「男が女を守る」という信念では、ツァイスと共鳴している。
公式設定ではサカ出身とされているが、『烈火の剣』では西方の出身とされている。

#### 傭兵団
ディーク (Dieck)
声 - 帆世雄一
クラスは傭兵→勇者。ディーク傭兵団の長。
ワード・ロット・シャニーを率いてディーク傭兵団を結成し、ロイの軍勢に参加する。
さばさばとして面倒見がよく、部下から慕われている。ルトガーとは戦場で何度か顔を合わせたことがあり、ライバル視されている。
エトルリアの奴隷剣闘士だった少年時代、余興用の獅子に襲われそうになったクレインを助けた縁でリグレ公爵家に召し抱えられた過去を持つ。顔の傷はその際受けたもの。
家族同然に大切にされたが身分の低い自分がいることで公爵家の評判が下がることを恐れて自ら縁を切るが、その後もリグレ家の面々からは家族同然に思われている。
傭兵になったばかりのころ、雇い主に時間稼ぎ用の捨て駒にされ拷問を受けた経歴がある。それからは傭兵として主をあまり信用しないようにしているが、ロイには肩入れしている。
小説版では騎士団以外の出身の兵をまとめる立場となり、デュランダルの使い手となる。
ワード (Wade)
クラスは戦士→ウォーリア。ディーク傭兵団の一員。熱血漢。
西方三島出身の戦士。ディークと共に仲間になる。
ロットとは幼馴染。力自慢で命知らずな性格。周りの人間を冷や冷やさせるほどの猪突猛進っぷりだが本人はどこ吹く風。
同じく猪突猛進な性格のアレンとは気が合い、決闘などをして熱く友情を深める。
故郷に姉のメアリがいる。ロットと共に傭兵になったのは家族を助けるため、小説版では鉱山送りを逃れるためでもあるとしている。
ロット (Lot)
クラスは戦士→ウォーリア。ディーク傭兵団の一員。理知的。
西方三島出身の戦士。同じく、ディークとともに仲間になる。
ワードとは幼馴染で、彼の姉・メアリとも親しい。動乱の後は、故郷に戻りメアリと結ばれる。
体力自慢の戦士にもかかわらず、冷静な理論派。慎重すぎて、心配性な面もある。パワーはあるがむらの多いワードの補佐に回ることが多い。
同じく冷静沈着で知的なランスとは、口頭のみでチェスのようなゲームをしたり、武器の三すくみについて議論するなど、気が合う模様。
故郷には年の離れた妹・ミュウがいる。家族を助けるためにワードと共に傭兵となったが、傭兵として戦っている間に病床の母を亡くす。

#### 西方の賊
西方の地を荒らしまわる賊。多くはエトルリアの役人と裏で手を結んでいる。
ゴンザレス (Gonzales)
声 - 拝真之介
クラスは山賊→バーサーカー。大柄な体格と野獣のような顔つきが特徴だが、心優しく気弱な山賊。
西方三島出身の山賊。その外観から村人に差別され山賊の手先として生きるしかなかったが、村を襲うことにためらっていたところをリリーナに説得され仲間になる。
疎外されて生きてきたためコミュニケーションが不得手で、あまり上手く喋ることができない。自覚している通り賢くはなく、他人の名前などもなかなか覚えられないが、純粋で素直な性格をしており、好奇心旺盛。
戦後は故郷に戻っている。
ギース (Geese)
声 - 古川慎
クラスは海賊→バーサーカー。義に厚い海賊。
『烈火の剣』に登場するガイツの弟。西方を根城に海賊を生業としていたが、彼の不在中に部下達が鉱山に連れて行かれて酷使されて死んだため、復讐するためにロイ達に協力を申し出る。
元は海運業者「ベルガー商会」で商船の船長をしていたが、戦争の影響で経営が立ち行かなくなり、止むを得ず海賊に身をやつしている。しかし兄に輪をかけてお人好しな彼は一度も海賊行為に踏み切れず、島民とも仲良くして暮らしている。海賊にはうんざりしていて、ふたたび海運業で一発当てることを夢見ている。
ダグラスとの支援会話により、ミルディン王子を逃がす手助けをしていたことが明らかになる。
戦後は海運業を再開、「海の王者」としてその名を知られる。
スコット
クラスはバーサーカー。西方三島のならず者の長の一人。
西方三島で住民を苦しめていたが、ロイたちに討伐される。温厚な人柄を装ってフィルを騙して倭刀を奪おうとする。
スコーラン
クラスは山賊。西方三島をあらす『賊』の頭目の一人。
雇い主であるジンクの命で、レジスタンス一掃のため村の焼き払いを命じられる。
ゲレロ
クラスはバーサーカー。西方三島のならず者の一人。
ベルンで捕まっていたらしいが、ベルンから神将器のある洞窟を塞ぐよう命じられる。しかし「二度と人に会えないお宝の気持ち」を考えアルマーズを強奪しようとする怪力の持ち主。

### イリア地方
エレブ大陸北部に位置する極寒の地。「八神将」の1人、「騎士」バリガンの故郷でもある。厳しい気候のため産業には不向きな土地であり、傭兵家業で領民の暮らしを支えている。

#### イリア傭兵騎士団
北方「イリア」の地に割拠する諸騎士団の統治する国家体の総称。寒冷な気候にあるため食糧の生産力が低く、産業があまり発展していない。そのため、傭兵業が貴重な収入であり、各領主自らも各地に赴いている。「イリア」にしか生息していない「ペガサス」が男性を騎手として選ばないという性質を持つことからも、女性の軍参加率も高い。
統一政体は持たず、リキアのような大規模な軍事同盟も存在しない。「雇い主に忠実」として「イリア傭兵」の評価は高いが、一方で雇い手との信頼関係を重視しているため、決して雇い主を裏切らないことで有名。その掟は兄弟姉妹が戦場で敵同士になったときも揺るぎなく、「血に飢えた獣」「戦場に群がるハイエナ」と蔑まれることもある。
ゼロット (Zelots)
声 - てらそままさき
クラスはパラディン。イリア傭兵騎士団の将軍にしてエデッサ城城主。
ヘクトルに雇われていたところをオスティアの内乱に巻き込まれる。反乱軍側に高額の契約金で寝返るよう誘いを受けるも断固拒否し、ヘクトルの遺志を継ぐロイに助勢することになる。
妻であるユーノとはかつて戦場で敵として出会い、和平交渉をするうちに深い関係になった。生まれたばかりの娘が1人いるが、戦続きで各地を転戦しているためまだ顔も見ていない。
傭兵としてのプライドや死生観を持つ冷静な隊長ではあるが、シャニーに振り回されたりユーノが参戦することに慌てふためくなど、戦闘以外では人間味のある一面も見せる。
戦後は統一国家「イリア連合王国」の初代国王として歴史に名を残すことになる。
トレック (Trec)
クラスはソシアルナイト→パラディン。イリア傭兵騎士団の一員。
ゼロットの部下であり、オスティアの内乱からリキア同盟軍に参加する。
“軍神”と評されるほどの実力を持つがのん気な自由人で、戦場でも平気でいびきをかいていることすらある。その様は軍内で「寝ながら剣を振るっている」と噂されるほど。
おおらかで細かいことを気にしない性格。時たま哲学的な台詞や鋭い指摘も述べるが、本人にその自覚はない。
人の名前をすぐに忘れ、自身の名前さえ曖昧に覚えている節がある。
ノア (Noah)
声 - 小野賢章
クラスはソシアルナイト→パラディン。イリア傭兵騎士団の一員。
トレックと同じくゼロットの部下であり、オスティアの内乱からリキア同盟軍に参加する。
真面目ながらぶっきらぼうな印象だが、本来は闘技場初心者のフィルに手解きをしたりする「やさしい人」（ユーノ談）。
別れの辛さを恐れて積極的に親しい人を作ろうとはしないが、フィルへの想いが高まったときには情熱的に告白する。
赤子の頃、村が山賊の襲撃に遭ったところを通りすがりの剣魔カレルによって救われたと思い、それ以来、カレルを命の恩人として崇拝している。
カシス
支援会話に名前のみ登場するイリア傭兵騎士団の一員。ノアとトレックの同期。
トレック以上に間抜けな人物で、初めての任務のとき武器と馬を忘れゼロットに怒られた挙句、徒歩で戦っていたという。
今回の戦争ではベルン側に雇われており、ノアやトレックが戦う戦場から近い場所にあった別の戦場で戦死した。

#### イリア天馬騎士団
ユーノ (Juno)
声 - 田中敦子
クラスはファルコンナイト。ゼロットの妻であり、元天馬騎士団団長。
結婚後は引退、城主ゼロットが出征している間エデッサ城を守っていたが、ベルン軍の侵攻に耐え切れず降伏。囚われの身となっていたところを救出され、この戦争を終わらせるため再び前線に出る決意をする。
10歳前後の頃に父母が戦死して以後、母親代わりとして、また騎士団の団長として妹達の面倒を見ていたため、優しさと強さを兼ね備えた母性を持つ。
ティト、シャニーを妹に持つペガサス3姉妹の長女。
亡くなった母親も天馬騎士であり、この技は母親から教えてもらったもの。死後は天馬騎士団から名誉団長の称号を贈られた。
ティト (Thite)
声 - 村井かずさ
クラスはペガサスナイト→ファルコンナイト。天馬騎士団の部隊長。エトルリア軍に雇われた天馬騎士。ペガサス3姉妹の次女。
リキア同盟軍の鎮圧に現れたクレインに率いられ、イリア騎士としての誓いの下、実の妹であるシャニーとも覚悟を決めて槍を交える。
職務に忠実で真面目な性格をしているものの、その真面目さからか不器用でもあり、家族など、好意がある相手には棘がある言い方になる。
雇い主であるクレインのことは信頼しており、部下の傭兵として使い捨てにされるとの不安にも彼はそれを許す人ではないと返している。
シャニー (Thany)
声 - 白城なお
クラスはペガサスナイト→ファルコンナイト。天馬騎士見習い。
明朗快活な少女。「1人前の天馬騎士となるためには外部の傭兵団で修行を積まなければならない」という掟のために、ディーク傭兵団に参加している。ロイの恋人候補の1人でもある。
天真爛漫な性格で元気の秘訣は、よく食べ、よく寝て、よく笑う。経験は浅いが背伸びしたい盛りらしく、単騎駆けしては団長のディークや仲間のロットにたしなめられている。ワードとは子供染みた喧嘩が絶えない。ペガサス3姉妹の末妹で、甘えたがり。
動乱後は念願だった正式な天馬騎士となった。
シグーネ
クラスはファルコンナイト。イリア天馬騎士団の部隊長。「白い悪魔」と呼ばれるシグーネ隊を率いる。
ユーノの後任に就いた天馬騎士で、好戦的な性格だが面倒見は良く、部下からの信頼は厚い。現役時代のユーノとは良きライバル関係にありティトやシャニーの上司でもあるが、ベルンとエトルリアの二大勢力によって祖国イリアが脅かされる中、戦に長けたベルンを選ぶことでエトルリアとの決戦の道を選ぶ。
三竜将のマードックと契約を結び、エトルリア軍を相手にイリア名物の冬将軍を利用した猛吹雪からの奇襲戦法で果敢いに挑むが、最後には拠点を落とされ、死に際には深い台詞を残して息絶える。

#### その他
ニイメ (Nimue)
声 - 井上喜久子
クラスはドルイド。「山の隠者」とよばれる闇魔道士の老婆。『烈火の剣』では、パントとカナスの支援会話で名前のみ出てくる。
「魔道使いなら知らぬ者はいない」「闇魔道に誰よりも深く分け入った者」など、その名を広く世に知られている伝説級の闇魔道（古代魔法）の大家。
普段は山奥で闇の研究に勤しんでいるが、戦争の裏でうごめくベルンの竜の存在について興味を持ち、エトルリア軍に同行を願い出る。
魔女のような雰囲気だが、子供には甘かったり面倒見のいい面もある。しかし、ファとの会話には不穏なものを感じさせる（竜の力を我が物にしようとした説がある）人物。
ヨーデルとは旧知の仲で、口の悪さは変わっていないらしい。かつてはソフィーヤに似ていて奥ゆかしい絶世の美女であったと自称、男に貢物だけさせて捨てたりもしていたらしい。
『烈火の剣』に登場するカナスの母で、彼の息子ヒュウにとっては祖母にあたる。ヒュウがあっさり理魔法の道を選んだことや、優しくした子供に貴重な魔道書を盗まれたことに呆れ果ててはいるものの、「バカな子ほど可愛い」とのこと。
ヒュウ (Hugh)
声 - ランズベリー・アーサー
クラスは魔道士→賢者。軽いノリの傭兵魔道士。
魔道士の修行中にエトルリア反乱軍に傭兵として参加するが、給料を貰う前に雇用主のロアーツが逃亡。食いっぱぐれたため、ロイに自分を売り込んで寝返る。
祖母であるニイメには頭が上がらない。
雇用費を値切ると手を抜いたり、軍内で高利の金貸しをするなど、飄々とした生き方をしている。
闇魔法の英才教育を受けていたにもかかわらず、独学で闇魔法を自在に操るレイを見て自分に才能がないと見るやすぐに理魔法に転向した。
金への執着心が強い割に人がいいので3枚目を演じることもあるが、ノリの良さから子供達には慕われやすく、支援相手はニイメ以外子供である。
ニイメ曰く、人の良さは父であるカナス譲り、理魔法の才能は母譲り、馬鹿なところは祖父譲りであるらしい。

### サカ地方
エレブ大陸中央に広がる草原地帯。「八神将」の1人、「神騎兵ハノン」が生まれた場所でもある。多数の部族が構成されているが、侵略者には全ての部族が手を組み対抗するなど強い同胞意識や厳しい掟があり、同胞意識も強い。時折部族間の抗争などで散り散りになった流れ者が、優秀な弓騎兵としてリキアの諸侯などにスカウトされていることもある。

#### クトラ族
サカ最大の部族。サカ最強の戦士「灰色の狼」ダヤンを族長とする。ベルンの侵略に立ち向かうが、ジュテ族の裏切りによって滅ぼされたサカ草原最大の部族。部族を滅ぼされた後も元族長ダヤンらにより抵抗を続けている。
ダヤン (Dayan)
クラスは遊牧騎兵。クトラ族の族長。
「灰色の狼」として他の国々まで勇名を轟かせる猛者。一度はベルンに敗れるものの、少ない手勢でゲリラ的な抗戦を続けていた。
孫のスーからは「じじ」と呼ばれすでに老齢に達しようとしているが、老いてなお現役で最前線を戦っている。
ベルン動乱から学んだことは大きかったらしく、戦後は新たな部族を立ち上げて再び草原一の大部族を形成する。
スー (Sue)
声 - ささきのぞみ
クラスは遊牧民→遊牧騎兵。サカ最大の部族、クトラ族の少女。
クトラ族族長、ダヤンの孫娘。戦乱で一族が散り散りになってしまい、リキア貴族であるトリア侯オルンの庇護を受けていた。
その後オルンが暗殺されてしまいスーも監禁されていたが、ロイによって救出され、彼と行動を共にする。ロイの恋人候補の1人。
寡黙で沈着冷静だが、穏やかで優しい女性らしい一面も併せ持つ。自然と対話することができる。
名声や栄誉にとらわれず、ただ自然と共に生きる姿を「神騎兵ハノン」に重ねて見る者もいたという。
『烈火の剣』で登場したラスを父に持つ。
小説版では『烈火の剣』の主人公の1人・リンが母親という設定になっている。
シン (Sin)
クラスは遊牧民→遊牧騎兵。クトラ族の青年。
ベルンに敗れた後、スーを探して旅をしていた。西方で海賊の用心棒をしていたが、ロイに同行していたスーと再会し、ロイ一行に加入する。
喋る必要がなければ一切話さないので、寡黙な者が多いサカの民の中でも特に口数が少なく、会話の間が持たずに苦労する者も多い。
「灰色の狼」と呼ばれる族長のダヤンには崇拝に近い敬意を抱いており、その孫であるスーのことも大事に思っている。
後の世では「灰色の狼」の後継者として名を馳せる。

#### ジュテ族
クトラ族に次ぐ有力部族だが、族長モンケに従いベルン軍の侵攻に協力し、クトラ族を攻撃。草原の民を裏切りベルンと手を組むことで新たなサカ草原最大の部族となっている。
モンケ
クラスは遊牧騎兵。ジュテ族族長。
クトラ族長ダヤンに背いてベルンに寝返り、クトラ族を壊滅させた男。親ベルン派である部族の力を結集し、サカの掟を利用してリキア同盟軍を迎え討つ。残忍かつ狡猾な性格。
カブル、クドカ、トオリル、チャン、ブラクル、マラル
ジュテ族。カブル、クドカ、トオリルのクラスは遊牧騎兵。チャン、ブラクル、マラルのクラスはドルイド。
モンケ亡き後、ジュテ族残党を率いる6兄弟。ミュルグレを強奪し、ゲルの中に隠した。前項のモンケを含め、全員同じ顔グラフィックである。

#### その他
ルトガー (Rutger)
声 - 水中雅章
クラスは剣士→ソードマスター。
ラウス侯エリックに腕を買われて雇われていたが、ロイ達がベルンと敵対していることを知り共闘する。
サカ最大の都市ブルガルの出身で、父方の祖母と母の父がベルン人の混血児。
ベルンの侵攻を受け一族が滅ぼされてしまうが、血の濃いサカ人としては珍しくベルンの血が色濃く出ている容貌のために見逃されたという過去を持つ。
それ以来ベルンに対する強い憎しみにとらわれており他人を寄せ付けようとはしないが、心を許した相手には時折笑顔を見せることもある。
ディークとは戦場で何度か顔を合わせたことがあり、ライバル視している。
あまりしゃべらず、触れると怪我をしそうな雰囲気をもち、孤高を保っていることが多い。
フィル (Fir)
声 - 日笠陽子
クラスは剣士→ソードマスター。武者修行中の剣士。
天才的な剣士だった母に憧れ、剣の腕を磨くために各地を渡り歩く少女。
両親と同じく世間知らずで、彼女の持つ秘剣「倭刀」を狙う海賊にあっさり騙され、用心棒として雇われていた。ロイ一行を賊と騙されて襲い掛かるが、面識のあったノアに諭されて仲間になる。
サカで生まれ育ったが、昔から親子3人だけで暮らしてきたため、一族の掟や部族の事情などには疎い。
父はバアトル、母はカアラ。『剣聖』カレルは伯父にあたり、フィルも後の世に「『剣聖』をつぐ者」として名を残すが、まだまだ心身ともに未熟で仲間に剣の腕を教わろうと努力している。
カレル (Karel)
クラスはソードマスター。剣士の一族で当代最強を誇る達人。「烈火の剣」にも登場。
戦を嫌ってベルン奥地で隠遁生活を送っていたが、姪フィルや亡き妹の夫バアトルに説得されてエトルリア軍に加わる。
『剣聖』の二つ名で大陸全土に知れ渡っており、風をなぎ、気と調和する活人剣の使い手。剣を使うもので知らぬ者はいないといわれ、半ば伝説の存在となっている。
20年前の『烈火の剣』で強者を探しては斬り捨てる『剣魔』だった頃の狂気は微塵も感じられないほど穏やかになっている。

### ミスル半島
エレブ大陸南西に位置する半島。中央部は広大な砂漠地帯が広がり、限られた地域でしか住めず、賊が横行している。砂漠の奥地には「八神将」の1人、「大賢者アトス」が創り上げた人と竜とが手を取り合って生きる「理想郷」が隠されている。
深部のオアシスには人間と竜族が共存する理想郷がある。先端部と隣接するカフチ島には緑もあり、人も住んでいる。
ファ (Fa)
声 - 小澤亜李
クラスはマムクート。理想郷で暮らす神竜の少女。
詳細はマムクート#エレブ大陸のマムクートを参照。
ソフィーヤ (Sofiya)
声 - 大西沙織
クラスはシャーマン→ドルイド。ナバタの巫女。『烈火の剣』でもある場所で登場するが、参戦はしない。
予知能力を持つ少女。ベルンに囚われていたところをロイに救出され、一行を「理想郷」へと案内する。ロイの恋人候補の1人。
母親が竜であるため、竜の血を半分引き、数百年の歳月を生きる。無口で神秘的。イグレーヌ、ファとは友人。
イグレーヌ (Igrene)
声 - 原由実
クラスはスナイパー。ナバタの守護者。
熟練のスナイパーで金髪と褐色の肌の美女。ソフィーヤが予言した「ベルンから感じる不吉な力」の正体を探るため、リキア同盟軍に同行する。
ナバタの里の守護者だが外の世界の事情にも精通している。かつてアストールによく似た夫と共に暮らしていたが、その男はある日突然姿を消しており、2人の間に生まれた娘は幼くして死去している不運な女性。それ以降は神への信仰も捨てている。
『烈火の剣』に登場するホークアイの娘で、かつて理想郷に滞在していたリグレ公夫妻とも顔見知り。ルイーズからはお揃いの弓をプレゼントされるなどして可愛がられ、それが彼女が弓を使う理由になったようである。
マギー、ローズ
クラスは両者ともバーサーカー。ナバタ砂漠の変わった口調の奇妙な二人組みの賊。
旅人を追いはぎしていたが、砂漠の奥地にある隠れた里にある見たこともない宝物を狙って、迷子にならないようにロイ達を追いかけてくる。

### 無所属
キャス (Cath)
声 - 矢作紗友里
クラスは盗賊。神出鬼没の怪盗。
「金持ちからしか盗まない」を信条とし、城などに忍び込んで宝を奪う。
元は農村に住む普通の少女だったが、ベルン侵攻に対抗しようとした領主の手で村を焼き払われたことから、貴族や戦争を憎むようになる。
あくまで理想論で自分を説得するロイに呆れつつも、その理想が実現するかどうかを見届けるために仲間に加わる。
戦後は義賊として「怪盗キャス」の伝説を残す。
ガレット (Garret)
クラスはバーサーカー。歴戦の狂戦士。
ミスル半島とエトルリアの国境近辺を荒らしまわる山賊の親方。
貧しさから山賊をしていくしかないと考えていたが、何故村々を荒らすのかを問うリリーナの説得を受けその純真さに心を打たれる。
大らかで堂々とした性格。
幼い頃山賊に襲われ、故郷の村と母を失い、ただ一人生き延びた。8年かけてその仇を討ったが元の生活には戻れず、自身もそのまま山賊に身を堕とす。
その経緯から、山賊や山賊行為を働いていた自分自身にも嫌悪感を抱いており、無益な殺生を嫌っている。当初は部下2人と共に山賊行為をし、部下には無益な殺生をしないように命令するが部下2人からは内心では「甘い人だ」と見下されていた。

## 反響
本作発売より少し前の2001年11月21日に『大乱闘スマッシュブラザーズDX』が発売された際に、本作の主人公ロイが出演（声優は福山潤、海外版で同）。任天堂ゲームの中では比較的地味だったファイアーエムブレムシリーズが有名になると同時に、本作よりファイアーエムブレムを触るという人が多かった。
携帯機でのシリーズ第1弾ということもあってか、難易度は過去の作品に比べれば初心者向けレベルにあるとされるが、GBAの主な購買層である低年齢層など、シリーズ初プレイヤーからはクリアできないとの抗議も寄せられたという。全体的なゲームバランスとしては、『暗黒竜と光の剣』並みと評価されることが多い。

## 移植版
| No. | タイトル                                      | 発売日        | 対応機種        | 開発元                     | 発売元 | メディア                            | 型式 | 備考 | 出典                    |
| --- | --------------------------------------------- | ------------- | --------------- | -------------------------- | ------ | ----------------------------------- | ---- | ---- | ----------------------- |
| 1   | ファイアーエムブレム 封印の剣                 | 2015年9月2日  | Wii U           | インテリジェントシステムズ | 任天堂 | ダウンロード (バーチャルコンソール) | -    |      | [ 4 ]                   |
| 2   | ゲームボーイアドバンス Nintendo Switch Online | 2023年6月23日 | Nintendo Switch | 任天堂                     | 任天堂 | ダウンロード                        | -    |      | [ 5 ] [ 6 ] [ 7 ] [ 8 ] |

## 各種メディア関連商品
- 漫画
  - ファイアーエムブレム 覇者の剣（集英社）
    - 月刊少年ジャンプ連載。全11巻。原作：井沢ひろし 漫画：山田孝太郎
    - 本作の主人公ロイなどが脇役として登場。格闘アクションの要素が濃い少年漫画になっている。 なお、封印の剣にメインパーティ（アル、ガント、ティーナ）の話とその名が付いた武器が登場したり、『烈火の剣』においてティーナの領地タニアがマップに存在していたりと、本作と一部世界観を共有する。

- 小説
  - 小説ファイアーエムブレム 烈火の剣〜封印の剣 エレブ動乱（スクウェア・エニックス）
    - 真坂和義・著、金田榮路・画。
    - 上巻 2004年1月30日初版発行 ISBN 4-7575-1113-2
    - 中巻 2004年3月19日初版発行 ISBN 4-7575-1150-7
    - 下巻 2004年4月2日初版発行 ISBN 4-7575-1151-5

- 攻略本・公式ガイドブック
  - ファイアーエムブレム封印の剣 （ワンダーライフスペシャル―任天堂公式ガイドブック）
  - ファイアーエムブレム封印の剣コンプリートバイブル（Vジャンプブックス）

- サウンドトラック
  - ファイアーエムブレム 封印の剣 オリジナル・サウンドトラック（東芝EMI）
  - 2002年7月17日発売 TOCT-24827

また『ファイアーエムブレム 聖戦の系譜』の仲間入りのアレンジ曲が、トライアルマップの味方と敵のマップ曲に『ファイアーエムブレム外伝』、アルム軍の味方と敵のマップのアレンジ曲が収録されている。
- カード
  - ファイアーエムブレム0
第5弾、第9弾、第17弾、第21弾、第22弾で本作のキャラクターが登場。第9弾、第22弾ではコミカライズ版『覇者の剣』のキャラクターも登場する。

## その他の話題
- 初期に公開された少年漫画風の元気なロイの公式イラストが変更されたが、そのロイの開発画面写真が、毎日コミュニケーションズ発行の『大乱闘スマッシュブラザーズDX 全キャラ戦書』で見ることができる。
- CM
  - 『暗黒竜と光の剣』のオペラCMのリニューアルヴァージョン。ロイとリリーナをイメージしたキャラクターに俳優・谷口賢志と森脇恵里子。それ以外は二期会を起用している[9][10]。